# Frontiphantes
Frontiphantes Wunderlich, 1987 è un genere di ragni appartenente alla famiglia Linyphiidae.

## Distribuzione
L'unica specie oggi nota di questo genere è un endemismo dell'isola di Madeira.

## Tassonomia
Gli esemplari originali di Linyphia fulgurenotata Schenkel, 1938, riesaminati in un lavoro di Wunderlich del 1987, hanno fatto assurgere questa specie al rango di genere.
Dal 1987 non sono stati esaminati esemplari di questo genere.
A giugno 2012, si compone di una specie:
- Frontiphantes fulgurenotatus (Schenkel, 1938)[3] — Madeira